# 美国文化
美國文化在美国独立前就早已有長久的发展，之後則受到大量的歐洲文化影響。其中由於其被殖民的歷史，英国文化影響最劇，像是使用英语和英美法系等；其餘对美国文化影响较大的有爱尔兰文化、德国文化、波兰文化、意大利文化、美洲原住民文化及非洲文化（尤其是西部非洲）。美国文化也受到新移民和其周邊國家（如加拿大、墨西哥等）的影响。美國因為受到英國殖民的影響，使得文化一定程度地相似於其他西方移民國家，像是加拿大和澳大利亞等。除此之外，次文化在美國文化中扮演著不可忽視的角色，其中最有影响力的應屬德国次文化、爱尔兰次文化和英格兰次文化。
美国在過去曾被认为是文化熔炉（melting pot），但近期对于文化多样性的研究，更倾向于将其描述成沙拉盤（salad bowl）（其中各种“原料”皆維持原样，因沙拉酱的不同而改变些许味道）。
美国文化具有很强的保守主义色彩。在西方国家中，美国是最保守的国家之一，与爱尔兰和波兰等高度保守的天主教国家并列。。根据英格尔哈特—韦尔策尔世界文化地图，塞雷娜·西莫尼（英語：Serena Simoni）得出结论称，在世俗主义—传统主义维度上，美国的排名远远低于其他富裕社会，其宗教信仰水平与一些发展中国家相当。

## 社会和经济
美國的政治傳統和美國經濟傳統息息相關。無論是經濟成就或政治的理想運作，各自追求自身的利益被視為會帶來個體與團體雙方面成就的模式。美國人應該享有多少經濟自由，是常見辯論議題之一，而在這方面的不同看法（通常只有微小的差異）是不同政黨之間的最大差別。無論如何，美國經濟規模是全球最大的，而大部分美國國民生活品質相當高。

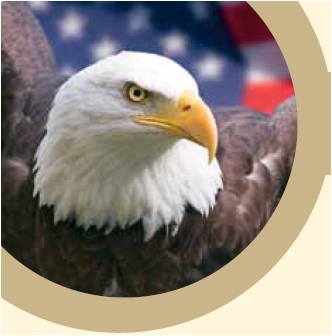
美國鷹的代表象徵

因為美國是全球最大英語為主要語言的市場，公司可以在全國競爭，也可以享受規模經濟的好處，因為擴大產量讓單位成本降低，使價格下降，消費者受益。美國的商業文化相當一致，而很多大的商店或連鎖店在全國都營業，因此全國商業氣氛大同小異。
美國人口集中在大城市。這跟一百年前農業為主的的人口結構很不一樣。
一般來說，美國對社會主義或共產主義抱持多疑或敵意的看法。但是在新政（New Deal）之後一些相關的運動，正如勞工運動，已經成為美國傳統的重要部份。在20世紀，社會主義對美國的影響比其對歐洲的影響少。麥卡錫時代和冷戰則顯示了對共產主義的深刻敵意。特別在那個時候，共產主義被視為是反個人主義的、反民主的而且基本上反美國的。這些看法也表示在美國社會政策上（如全民健保的缺乏以及有關政府大小和角色的辯論，特別針對聯邦政府應該對個人生活和州立法律扮演何种角色）。
美國有自由市場資本主義的傳統。儘管社會和經濟移位是很常見的，大部分美國人民（以及美國領導人）都接受自由市場的景氣變化以及其帶來的社會變動。因此，美國的社會經濟體系相當具有彈性，而體系的最終目的是利潤。

## 种族
美國是個移民國家，除印第安人、阿拉斯加人和夏威夷及太平洋岛屿原住民之外，其他3大種族，包括白人、亚洲裔和非洲裔的人口，都是移民或移民的後代。

### 種族歧視

#### 白人至上主義
在美國，白人於各領域都享有明顯的優惠待遇，這是一種比較隱晦的歧視，例如對白人男性影響較小的企業玻璃天花板或同工同酬等問題。更加激進的歧視於美國南部或某些白人社區（落日镇）比較普遍，部分市鎮曾經立法禁止非白人居住。極端組織如三K黨甚至會針對及仇視黑人及其他有色人種。

#### 反猶太主義
縱使反誹謗聯盟於1992年的調查顯示，美國的反猶太情緒自1968年起不斷穩步下降，猶太人依然都是最大機會成為宗教動機類別的仇恨犯罪的目標族群，亦有證據顯示好些事件未被記錄在案。仇恨的根源可能來自於妒忌或恐懼猶太人的財富。傳統上，反猶太情緒會隨經濟不景而升溫。

#### 反拉丁情緒
拉丁裔經常被標籤為底層的勞工，從事家庭傭工或體力勞動的工作，亦往往被懷疑是否來自於中南美洲的非法移民或與當地的毒梟有聯系。這些刻板印象經常會出現於電視或電影等媒體。

#### 歧視非裔
非裔美國人最初被带到美國，主要是在南方農場當農奴，以彌補當地勞動力短缺問題。理論上，林肯總統在1863年的解放宣言中，已經讓他們獲得了自由。在南北戰爭結束後，聯邦軍隊佔領南方期間（重建時期，1865年—1877年），黑人曾名義上獲得解放宣言所賦予的平等權利。然而黑人因為窮困及教育程度較低，為求經濟上的生存，必須再度依靠白人雇用，特別是當聯邦軍隊撤出南方後，黑人頓失聯邦法律的保護，其地位又陷入類似美國內戰前的狀況，南方白人支持的民主黨控制南方，實施不少種族隔離法律，黑人重新受到種族不平等待遇。
1896年美國聯邦最高法院作出「普萊西訴弗格森案」判決，確立對黑人採行「隔離但平等」措施合法，無異對南方黑人的人權造成嚴重的打擊，最高法院判決中有關「隔離」的部份被執行得十分徹底，但有關「平等」的部份則不然，導致南方出現更多種族隔離制度法令，甚至連在工廠、醫院及軍隊都採取種族隔離制度。

#### 歧視亞裔
亞裔在美國狹義指擁有東亞血統的人，包括中國人、日本人、韓國人和越南人。尽管许多亚裔早已融入了当地社会，但还是经常有亚裔美国人被问及其在美国生活了多久或者“家乡是何处”等。但事实上，许多亚裔美国人都生在美国长在美国，并非第一代移民。
1882年通過、至1943年才被廢除的《排华法案》是美國第一條針對特定族群而訂立的法案，曾經有議員形容該法案成“简直就是人种歧视的合法化”，亦間接做成1882年以後美国西部约300个城镇发生的种族清洗。
在珍珠港事件發生以後，自1942年起，美國政府純粹出於種族考量，曾經對幾乎所有居住在美國太平洋沿岸、為數約11萬的日裔美國人進行扣留，轉移和囚禁。在所有被囚禁的日裔美國人中，62％是美国公民，直到戰爭結束美國才陸續解散了這些集中營。1988年，美國國會通過了由罗纳德·里根總統簽署的法案，代表美國政府向拘禁事件道歉。法案中提到，政府的行動是基於“種族偏見，戰爭中的不安情緒和政治領導層的失敗。”美國政府最終向拘留的日裔美國人和他們的繼承人支付總計超過16億美元的賠償。
2019年新冠肺炎爆發以來，美國染病及死亡者眾，由於普遍認為病毒源自中國武漢，因此歧視亞裔情緒升溫，甚至出現當街毆打亞裔的事件。据停止仇恨亚太裔组织收集的犯罪记录显示，自2020年3月19日至2022年3月31日，全美共报告了11,500起仇恨事件，其中大部分为非犯罪事件，三分之二的事件为口头或书面仇恨言论或不当手势等涉及骚扰的情况。

## 飲食
據歷史記載，美國菜約在十九世紀開始形成獨特風格，早期受歐陸料理影響，及後漸漸展現當地人講究輕鬆自在、簡便快捷的餐飲文化。有些美國食物，例如快餐店賣的漢堡、薯條、沙拉、汽水等，沒有烹調技巧，且沒有多少營養。美國也引入了外國的美食，令美國人的食物非常豐富。美國人飲食，主要取決於其所居住的地區和其文化背景。有時候會有「美國化」的外國食物出現，如美式中国菜、美式意大利菜、美式墨西哥菜等。最近才移民到美國的人的飲食通常與其出生國的飲食相似。若一家庭在美國已經幾代了，他們平常會吃其祖先國家的菜以及在其居住或長大地區最普遍的飲食。地區菜包括新英格蘭菜、中西部菜、南方菜，德州-墨西哥菜，以及加州菜。
源於美國的「外國食物」：
- 幸运饼干
- 抄雜碎
- 加州卷
- 法式沙拉醬
- 古巴三明治

### 小費文化
在美国，雖然沒有強制規定，但是於餐廳用餐支付小费是基本的社会礼仪，食客都會自覺地付上账单总额15-20%的小费。據學者認為，這習俗可能源自於1850及60年代，美國富豪到歐洲旅遊，為了讓自己感覺像個貴族，仿效歐洲中世紀時期大地主賞賜仆人額外金錢，隨後將這行為帶回美國。

### 美國份量
西餐一般都沒有像中菜的分享習慣，而是每位食客各自點菜。美國的餐廳所供應食物的份量普遍很大，甚至可以到正常食客難以食完的程度。研究指出，部分食物的份量在1977至1996的20年間，增加了多達60%。過大的份量導致的過量進食，可能是美國3分之2人口過胖的成因。

### 電視晚餐

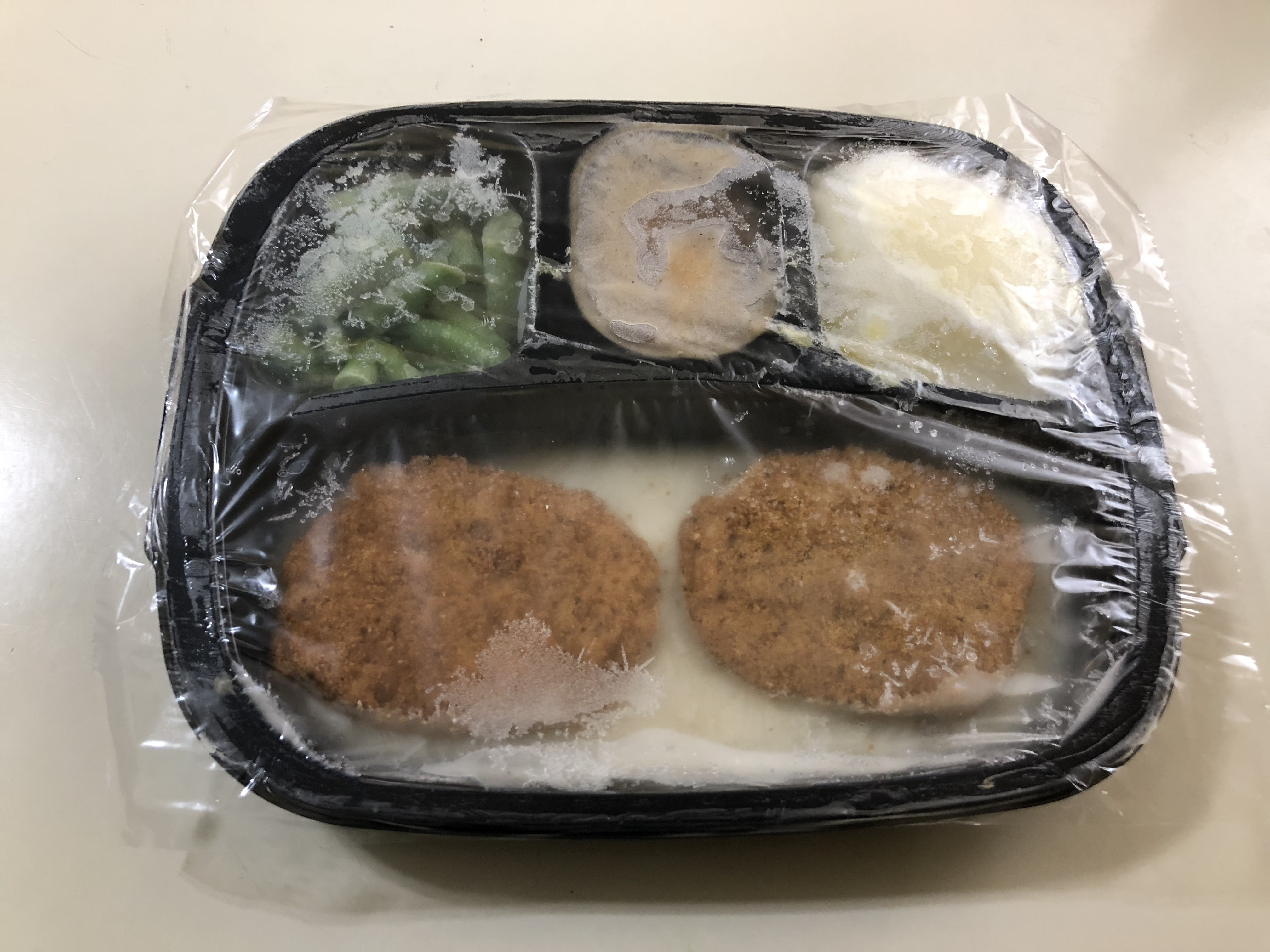

美國的超級市場都會售賣急凍的電視晚餐，民眾只需要將預製的急凍包裝從冰箱取出放入微波爐加熱，便可以安坐沙發中在電視前一邊進餐一邊看電視。

### 禁忌

#### 炸雞與西瓜

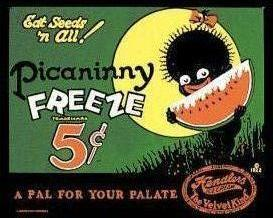

炸雞與西瓜都跟非裔人口有緊密的關連。當中因為炸雞是美國內戰以前奴隸常吃的食物。黑人職業高爾夫球手老虎伍茲曾經兩度被捲入炸雞相關的言論。福茲·佐勒爾在1997年美國名人賽後稱伍茲應當避免在明年賽後晚餐選擇炸雞。2013年，西班牙球手塞爾希奧·加西亞在不知背後含意的情況下，邀請伍茲到他家中作客，說晚餐會吃炸雞。伍茲表示感到冒犯，兩者事後都有向伍茲道歉。而西瓜的刻板印象則源自黑奴制度擁護者，聲稱非裔頭腦簡單只要給他西瓜和些許休息便心滿意足的說法。

### 小學

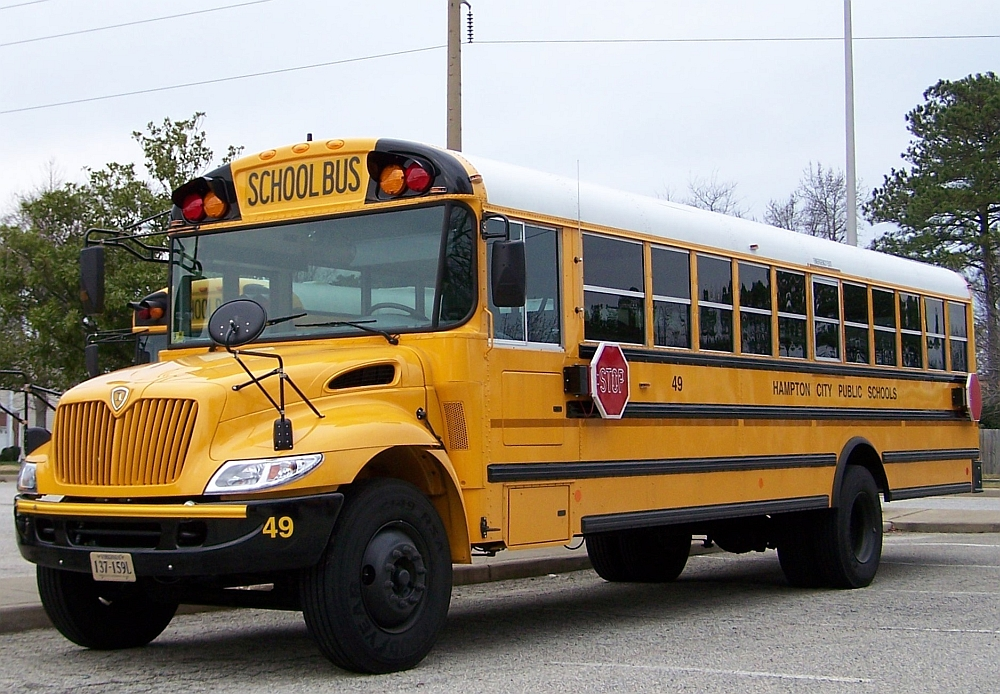
傳統美式校巴

## 電影
自19世纪末以来，美国电影记载着美国社会的历史与价值观，成为美国文化软实力对外传播的重要载体。哥倫比亞影業、迪斯尼、派拉蒙影業、华纳兄弟和环球影业等美国本土走出的公司、集团和工作室具有非凡的技术创新与盈利能力。美国的优秀电影作品上映全球，既占据了全球最高電影票房收入列表中绝大多数的位置，也借此塑造了美国在世界上的形象。另一方面，就美国电影强大的文化影响力，也引发了关于文化霸权、价值观输出与保护本土文化的讨论。同时，因美国电影业的领袖多为犹太人，美国国内外也有如犹太人控制了美国电影产业的声音，反对方则表示，是欧美等的反犹主义与就业歧视挤压了犹太人在美寻求其他职业的权利，迫使犹太人仅能在戏剧、影视等不被传统基督徒看重的行业中生存。

## 体育
美國三大體育運動是：棒球、美式足球以及籃球。各運動都有著完善的選秀程序，於中學階段識別重點栽培的目標，提供獎學金供他們完成私立中學課程或大學學位，與此同時為學校贏得比賽獎項。表現出色的運動員會被職業球隊的星探相中，於完成學業後開始職業生涯。於頂級職業賽事作賽的各球隊都有其追隨者，部分球迷對心儀球隊的熱愛可以達到宗教信仰般的狂熱程度。每年的決賽如超級碗都是舉國盛事，現場觀看的門票除了是價格高昂之外更加是一票難求，在電視看直播的民眾數以千萬計。

## 槍械文化

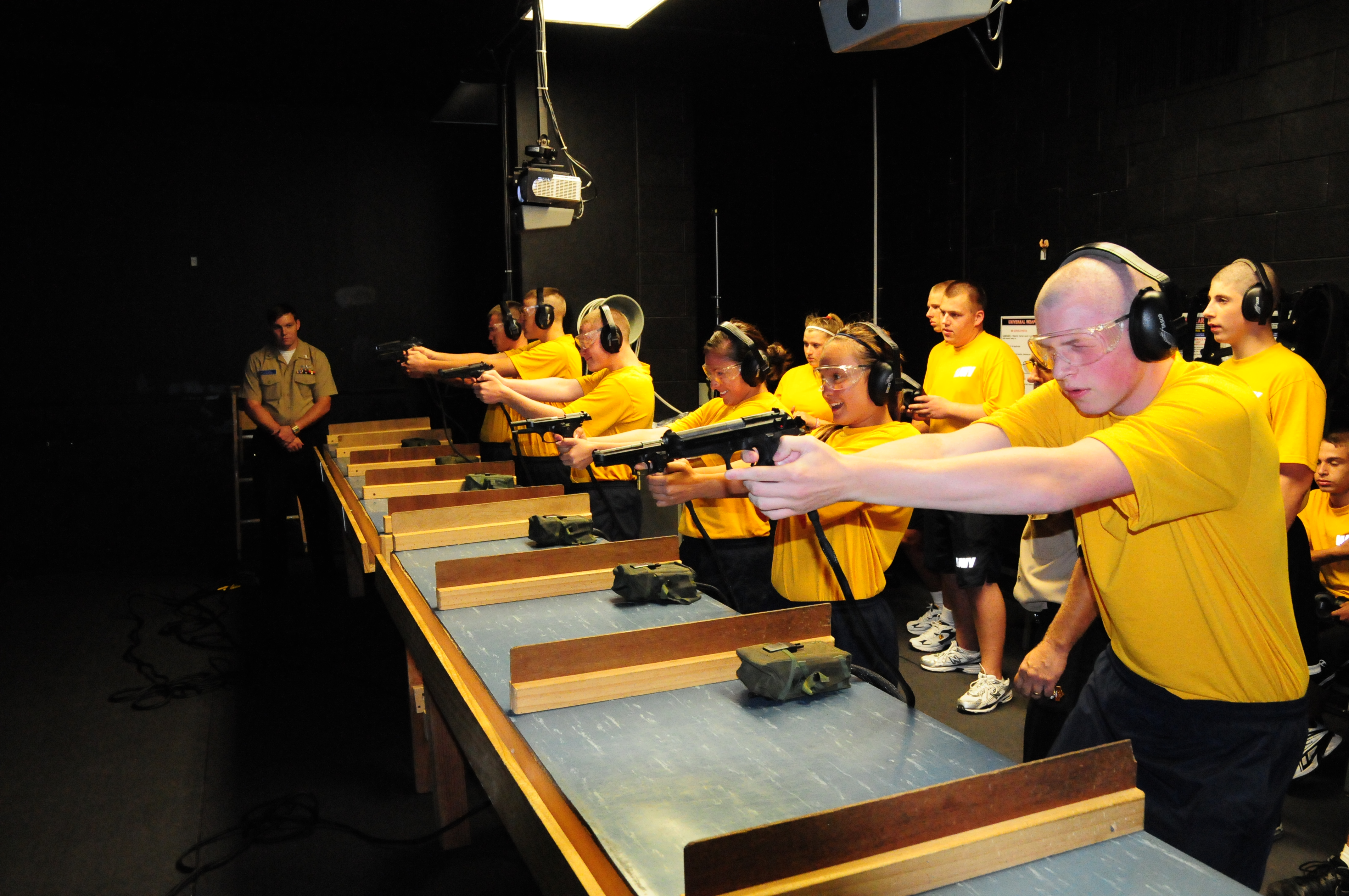
俄亥俄州一中學的練靶場

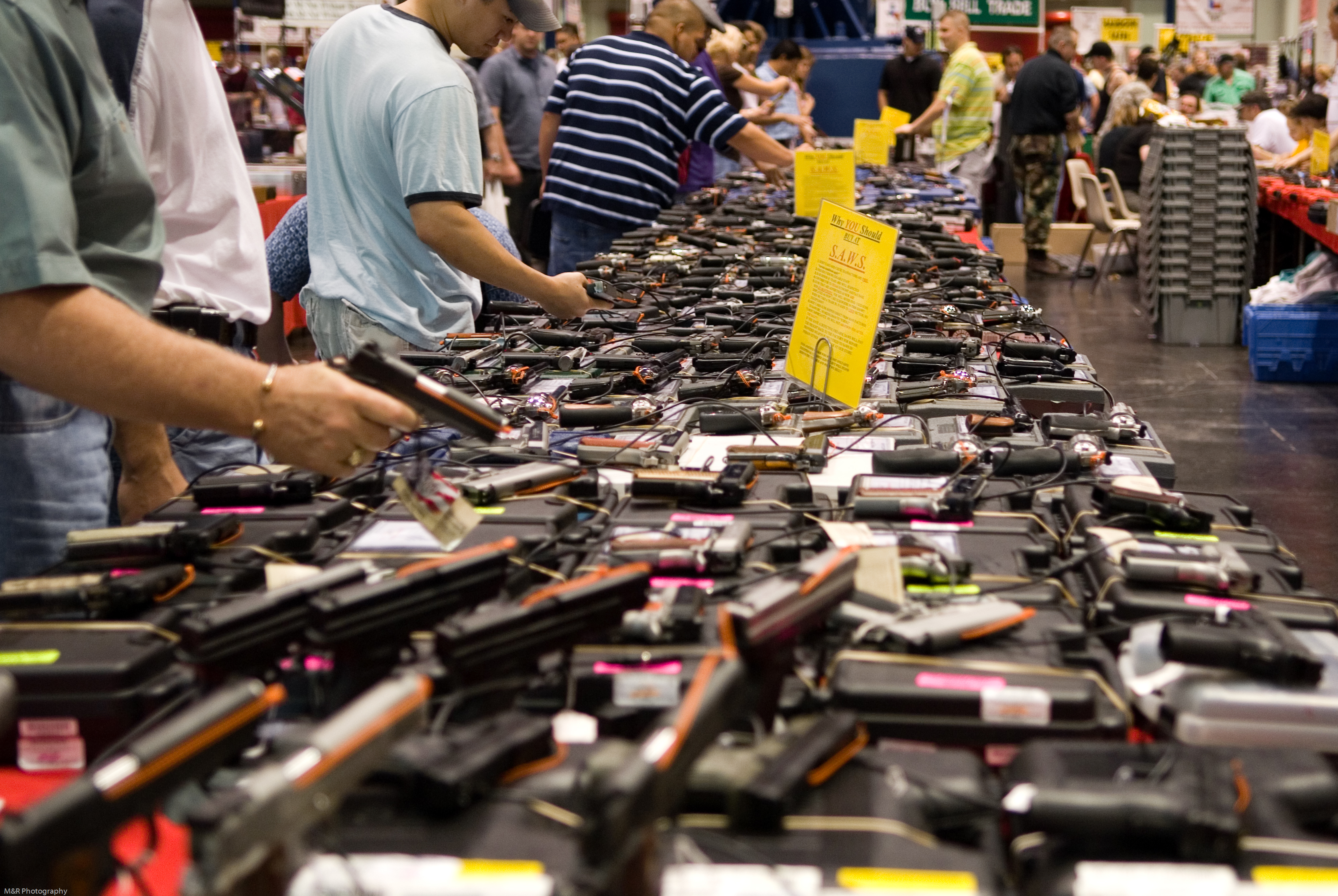
絡繹不絕的槍械展

美國的槍械文化可以追溯到獨立戰爭，甚至以前的拓荒時期，如經常成為電影背景的西部牛仔生活。美國私人擁有配槍的比率冠絕全世界，將近一半的家庭擁有一支或以上的槍支，民眾的權利被受第二修正案所保障。部分學校甚至要在大門設置金屬探測器，防止學生帶槍上學。

## 美國人的世界觀
美國民眾當中大約有三分之一未曾擁有過護照，意味著他們未曾離開過美國國境。

## 伸延閱讀
- Coffin, Tristam P.; Cohen, Hennig, (editors), Folklore in America; tales, songs, superstitions, proverbs, riddles, games, folk drama and folk festivals, Garden City, N.Y. : Doubleday, 1966. Selections from the Journal of American folklore.
- Marcus, Greil. . Macmillan. 2007  [2021-02-22]. ISBN 978-0-312-42642-2. （原始内容存档于2021-04-12）.
- Shell, Ellen Ruppel, Cheap: The High Cost of Discount Culture, New York: Penguin Press, 2009. ISBN 978-1-59420-215-5
- Swirski, Peter. Ars Americana Ars Politica: Partisan Expression in Contemporary American Literature and Culture. Montreal, London: McGill-Queen's University Press (2010) ISBN 978-0-7735-3766-8
- Crunden, Robert Morse. . M.E. Sharpe. 1996: 363  [2021-02-22]. ISBN 9781563248658. （原始内容存档于2021-04-12）.

## 外部連結
维基共享资源上的相關多媒體資源：美国文化
- Customs & Culture in the U.S.
- American Culture Education
- Life in the USA: The Complete Guide for Immigrants and Americans （页面存档备份，存于）
- Guide to American culture and customs for foreign students (U.S. Army Intelligence) （页面存档备份，存于）
- CommonCensus Map Project – Identifying geographic spheres of influence